# Le Tholy
Le Tholy é uma comuna francesa na região administrativa do Grande Leste, no departamento de Vosges. Estende-se por uma área de 30.76 km². Em 2010 a comuna tinha 1 609 habitantes (densidade: 52,3 hab./km²).